# Артемис Фаул (филм)
Артемис Фаул (енгл. Artemis Fowl) је амерички научнофантастични-авантуристички филм базиран на истоименом роману из 2001. ирског аутора Овена Колфера. Режирао га је Кенет Брана, из сценарија Конора Макферсона и Хејмиша Макола. Главне улоге тумаче Фердија Шо, Лара Макдонел, Џош Гад, Тамара Смарт, Нонсо Анози, Колин Фарел и Џуди Денч. У њему су детаљно описане авантуре Артемиса Фаула , 12-годишњег ирског луда од детета који се удружује са својим верним слугом, као и патуљем и вилом, како би спасио свог оца Артемиса Фаула I, којег је киднапоцала друга вила која жели да поврати предмет који је породица Фаул украла.
Првобитно је требало да га покрене као франшизу предузеће Miramax 2001, филм је посустао у развојном паклу са неколико писаца и режисера док Walt Disney Pictures није стекао права 2013. Брана је ангажован у септембру 2015, а већи део глумачке екипе придружио се 2017. Снимање је почело у марту 2018, одвијало се широм Европе.
Артемис Фаул је намењен за биоскопско објављивање али је оно отказано због пандемије ковида 19. Уместо тога, филм је широм света дигитално објављен 12. јуна 2020. на стриминг услузи Disney+. Филм је добио изузетно негативан пријем критичара, који су критиковали глуму, сценарио, вузуалне ефекте и промене које су направљене изворном материјалу. У Србији је филм објављен 9. августа 2020. на стриминг услузи .

## Радња
Филм прати чудесну и очаравајућу авантуру која прати путовање 12-годишњег генија, Артемиса Фаула  - потомка дуге лозе интелигентних злочинаца – док покушава да пронађе оца који је мистериозно нестао. Уз помоћ свог лојалног заштитника Батлера, Артемис креће у потрагу, а успут открива древну, поџемну цивилизацију – невероватно напредан свет вила. Након што закључи да је нестанак његовог оца некако повезан са овим тајним, вилинским светом, лукави Артемис смишља опасан план – толико опасан, да се нађе усред немилосрдне борбе надмудривања са моћним вилама.

## Улоге
| Глумац           | Улога                     |
| ---------------- | ------------------------- |
| Фердија Шо       | Артемис Фаул              |
| Лара Макдонел    | Холи Шорт                 |
| Џош Гад          | Малч Дигамс               |
| Тамара Смарт     | Џулијет Батлер            |
| Нонсо Анози      | Домовој „Дом” Батлер      |
| Колин Фарел      | Артемис Фаул              |
| Џуди Денч        | команданткиња Џулијус Рут |
| Хонг Чау         | Опал Кобој                |
| Најкеш Пател     | Ждребац                   |
| Џошуа Макгајер   | Брајер Кадџеон            |
| Чи-Лин Ним       | Трабл Келп                |
| Адријан Скарборо | Гоблин Чиф                |
| Винцензо Николи  | Гоблин Серџент            |
| Конор Макнил     | Гоблин Лутенант           |
| Адам Базил       | Тејлор Џејмс              |
| Вилијам Моусли   | италијан                  |

## Критика и реакције
Фанови серијала књига о дечаку Артемису Фаулу изузетно су незадовољни филмом. Сматрају да је ова филмска адаптација значајно променила радњу прва два романа. Љубитељи чувеног серијала  су незадовољни зато што је филм уклопио две књиге у један сценарио. Као резултат фанови су добили нешто што се много разликује од изворног материјала. Највише замерају Дизнију и режисеру Кенету Брани због тога што је Артемис уместо злог генија постао херој.
Филм се није свидео ни филмској критици. Многи су га назвали „ужасним”, и проценили да Дизни није имао овакав неуспех већ годинама. Једино је похваљена глума Фердија Шоа, који игра главну улогу. Критичари сматрају да је пред њим светла будућност.